# 狭叶木犀
狭叶木犀（学名：Osmanthus attenuatus）为木犀科木犀属下的一个种。

## 扩展阅读
- 維基物種上的相關：狭叶木犀